# Ларёв, Иван Васильевич
Иван Васильевич Ларёв (1915-1944) — лейтенант Рабоче-крестьянской Красной Армии, участник Великой Отечественной войны, Герой Советского Союза (1944).

## Биография
Родился в 1915 году в селе Локоть (ныне — Целинный район Алтайского края). После окончания пяти классов школы работал в колхозе. 
В 1937—1939 годах проходил службу в Рабоче-крестьянской Красной Армии. В начале Великой Отечественной войны повторно был призван в армию. С февраля 1942 года — на фронтах Великой Отечественной войны. Окончил курсы младших лейтенантов.
К октябрю 1943 года лейтенант Иван Ларёв командовал пулемётным взводом 936-го стрелкового полка 254-й стрелковой дивизии 52-й армии Воронежского фронта. Отличился во время битвы за Днепр. 1 октября 1943 года вместе с штурмовой группой переправился через Днепр в районе села Крещатик Черкасского района Черкасской области Украинской ССР и принял активное участие в освобождении этого села. В критический момент боя сам стал вести огонь из пулемёта, а когда кончились патроны, сражался врукопашную, заставив противника отступить. 30 января 1944 года погиб в бою. 
Похоронен в селе Поповка Смелянского района Черкасской области Украины.
Указом Президиума Верховного Совета СССР «О присвоении звания Героя Советского Союза офицерскому, сержантскому и рядовому составу Красной Армии» от 22 февраля 1944 года за «образцовое выполнение боевых заданий командования при форсировании реки Днепр, развитие боевых успехов на правом берегу реки и проявленные при этом отвагу и геройство» был удостоен посмертно высокого звания Героя Советского Союза. Также посмертно был награждён орденом Ленина.